# Peter Ziegler (Fußballspieler)
Peter Ziegler (* 14. Dezember 1953) ist ein ehemaliger deutscher Fußballspieler.

## Sportlicher Werdegang
Ziegler spielte Anfang der 1970er Jahre mit dem VfR Mannheim in der drittklassigen 1. Amateurliga Nordbaden und stieg mit dem vormaligen Deutschen Meister in die seinerzeit zweitklassige Regionalliga Süd auf. Mit dem Aufsteiger qualifizierte er sich am Ende der Spielzeit 1973/74 unter Trainer Gunther Baumann für die neu eingeführte 2. Bundesliga, wo er oftmals gemeinsam mit Walter Keuerleber und Bernhard Schwarzweller in der Verteidigung spielte. Der Klub stand in der Südstaffel schnell im Abstiegskampf, am 2. Dezember 1974 übernahm dann Hermann Jöckel das Traineramt. Nachdem er zu Ende der Hinrunde pausieren musste, stand Ziegler bei der Serie von vier Spielen ohne Niederlage zwischen dem 18. und 21. Spieltag auf dem Feld. Zwischenzeitlich damit wieder auf den 18. Tabellenplatz empor geklettert kam etwas Hoffnung auf den Klassenerhalt auf, dies blieb jedoch die beste Platzierung der Rückrunde und ab dem 33. Spieltag – zwischen dem 27. und 34. Spieltag blieb Ziegler erneut ohne Einsatz – belegte die Mannschaft bis Saisonende den letzten Tabellenplatz. Anschließend lief er noch für den Klub in der 1. Amateurliga auf, dabei kehrte er in der Spielzeit 1975/76 auf die überregionale Bühne zurück. Einerseits spielte er mit der Mannschaft im DFB-Pokal 1975/76, wo sie in der ersten Runde mit einer 0:2-Niederlage beim zwei Klassen höher spielenden Bundesligisten 1. FC Kaiserslautern auf dem Betzenberg ausschied, und andererseits erreichte sie als Drittligameister die letztlich erfolglos verlaufende Aufstiegsrunde zur 2. Bundesliga. Nach Einführung der Oberliga Baden-Württemberg 1978 lief er dort eine Spielzeit für die Kurpfälzer auf.
Nach seinem Karriereende war Ziegler weiterhin beim VfR Mannheim tätig. In der Spielzeit 1988/89 sprang er nach der Entlassung von Slobodan Jovanić nach einem missglückten Saisonstart ab Anfang September 1988 ein, die Mannschaft bewegte sich jedoch weiter im Bereich der Abstiegsplätze und im Dezember des Jahres übernahm Anton Rudinski das Cheftraineramt. 
Mindestens in den 2000er und 2010er Jahren war Ziegler in der Jugendarbeit des Ortsrivalen SV Waldhof Mannheim tätig. Dabei führte er die U17-Junioren-Mannschaft in die B-Junioren-Bundesliga, mit dem Neuling verpasste er in der Saison 2010/11 jedoch den Klassenerhalt.